# Cascada de Reinhardstein
La cascada de Reinhardstein es una cascada en el río Warche cerca del Castillo de Reinhardstein, Robertville, en la Región Valona de Bélgica. La cascada tiene una caída de 60 metros y es por lo tanto la cascada más alta de Bélgica.
- Datos: Q1925070